# Maria (nome)
Maria  è un nome proprio di persona italiano femminile.

## Varianti

### Varianti in altre lingue
Di seguito si trova una lista delle varianti del nome in altre lingue:
- Albanese: Marie
- Amarico: ማሪአም (Mariam)[senza fonte]
- Arabo: مريم (Maryam, Mariam)
- Aramaico: Maryām
- Bretone: Mari
- Basco: Maria, Miren
- Bulgaro: Мария (Marija)
- Catalano: Maria
- Ceco: Marie
- Cinese: 玛丽亚 (Mǎ lì yǎ)[senza fonte]
- Corso: Maria
- Croato: Marija, Mara
- Danese: Maria, Marie, Mari
- Ebraico: מִרְיָם (Mariam)
- Egiziano: Myriam, Miriam
- Esperanto: Mario[senza fonte]
- Estone: Maarja, Mari
- Figiano: Maraia[2]
- Finlandese: Marja, Marjo, Maaria, Maria, Mari
- Francese: Marie
- Frisone: Maria
- Galiziano: María
- Gallese: Mair, Mari
- Georgiano: მარიამ (Mariam)
- Greco biblico: Μαρία (María)
- Greco moderno: Μαρία (Maria)
- Hawaiiano: Malia, Mele
- Irlandese: Máire, Muire
  - Forme anglicizzate: Maura, Moira, Moyra
- Inglese: Mariah[3], Mary
- Islandese: Maria
- Lettone: Marija
- Ligure: Maia, Maria[4]
- Lituano: Marija
- Macedone: Марија (Marija)
- Mannese: Moirrey, Voirrey
- Māori: Mere
- Norvegese: Maria, Marie, Mari
- Olandese: Maria, Marja
- Persiano: مریم (Maryam)
- Polacco: Maria
- Portoghese: Maria
- Rumeno: Maria
- Russo: Мария (Marija), Марья (Mar'ja)
- Scozzese: Màiri, Mhairi, Moire
  - Forme anglicizzate: Maura, Moira, Moyra
- Serbo: Марија (Marija)
- Slovacco: Mária
- Sloveno: Marija
- Spagnolo: María
- Svedese: Maria, Marie, Mari
- Tedesco: Maria, Marie
- Turco: Meriam, Mary
- Ucraino: Марія (Marija)
- Ungherese: Mária, Mara

1. ↑  Tutte le varianti elencate in questa sezione sono verificabili, salvo diversamente specificato, alla nota 2.

### Ipocoristici, forme alterati e nomi correlati
La vasta diffusione del nome Maria ha portato alla creazione di un numero non indifferente di diminutivi e ipocoristici di varia natura, molti dei quali oggi sono largamente considerati nomi a sé stanti.
È da considerare tuttavia che molte di tali varianti possono anche avere un'origine differente (ovvero: la loro origine è dibattuta), così come possono risultare omografe ad altri nomi che hanno differente etimologia e non sono in alcun modo correlati.
È quest'ultimo il caso di Mara (di origine biblica), Maia, Moira (presenti nella mitologia greca), Marica (nella mitologia romana), Maura, May e Mia. I diminutivi italiani Marietta, Mariolina e Mariuccia sono condivisi con il nome Mario; le forme hawaiiane Malia e Mele possono essere, rispettivamente, una variante di Malie (che significa "calma" in hawaiiano) e una ripresa del termine hawaiiano mele, che vuol dire "canzone". La variante Marja coincide poi con un termine finlandese che significa "bacca". Caso particolare è Marianna, che può essere tanto un derivato di Maria quanto un composto di Maria e Anna.
La variante Maira ha trovato ampia diffusione in Italia negli ultimi anni e nasce dall'anagramma del nome Maria. Potrebbe derivare da un termine egizio con il significato di "principessa", ma potrebbe provenire anche da Mara, che assume il significato di "infelice", dal nome di un personaggio dell'Antico Testamento..
Va citato come caso a parte il nome Miriam, che deriva dalla stessa radice di Maria: mentre in alcune culture è considerato un nome ormai indipendente, in diverse lingue le due forme sono usate come equivalenti.
Forme alterate e ipocoristici
- Amarico: Miriam
- Basco: Maia
- Ceco: Maruška, Manka, Máňa, Márinka, Marinka, Marina, Marunka, Mařena, Mařenka, Mařka, Mařenečka, Mája, Maja, Májinka, Majka, Maruš, Marienka, Máša[senza fonte]
- Croato: Maja, Mare, Marica, Mojca
- Danese: Maja, Maiken, Majken, Mia
- Estone: Maarika, Marika
- Finlandese: Mari, Marika, Maarika, Marita, Maritta, Marjatta, Marjukka, Marjut, Maija
- Francese: Marielle, Mariette, Marianne, Marion, Manon, Marise
- Frisone: Maike, Mareike
- Greco moderno: Μαρίκα[10] (Marika)
- Inglese: Mariel, Marinda, Marion, Molly
- Irlandese: Máirín, Mairenn
  - Forme anglicizzate: Maureen, Maurine
- Islandese: Mæja
- Italiano: Maira[9], Mari[senza fonte], Marissa, Mariele, Marilia, Marilinda, Mariella, Marietta, Mariola, Mariolina, Mariuccia, Mariuzza, Mariù[5], Mimì, Marisca, Marusca[11],
- Ligure: Maietta, Main, Maiòllo[4], Maiolin[12]
- Norvegese: Maja, Maiken, Mia
- Olandese: Marieke, Maika, Maike, Meike, Mieke, Maaike, Marijke, Marike, Marita, Miep, Mies, Mia, Ria
- Polacco: Maja, Marika, Maryla, Marzena
- Portoghese: Mariazinha
- Rumeno: Marioara, Maricica[senza fonte] (e anche le varianti regionali Mărioara[13] e Măricica[senza fonte])
- Russo: Манечка (Manečka),[14] Маня (Manja), Маринка (Marinka),[15] Мариша (Mariša),[16] Марусенька (Marusen'ka),[16] Маруся (Marusja)[16] Маша (Maša), Машенька (Mašen'ka),[16] Машка (Maška),[16] Мура (Mura),[17] Мурка (Murka)[17]
- Serbo: Маја (Maja)
- Slovacco: Marika
- Sloveno: Maja, Marika, Mojca
- Spagnolo: Marita, Maritza
- Svedese: Maja, Majken, Mia, My
- Tedesco: Mareike, Maika, Maike, Meike, Mariele, Marita, Mitzi, Maja, Mia, Ria
- Ungherese: Mari, Marica, Marika, Mariska

1. ↑  Le forme alterate e gli ipocoristici elencati in questa sezione sono verificabili, salvo diversamente specificato, alla nota 1.

Numerosi sono anche i nomi composti che si possono ottenere con Maria e un altro nome. Tra questi si possono ricordare gli italiani Annamaria, Biancamaria, Mariangela, Marilena, Marianna, Maria Luisa (da cui Marisa e Marilù), Marilda, Maria Teresa, Maria Grazia, Maria Rosa e il maschile Gianmaria, lo spagnolo Marisol e gli inglesi Marilyn, Marlene e Rosemary.
Nella cultura popolare viene spesso associato a Maria il nome Mario, con cui invece non ha alcuna connessione etimologica. Potrebbe essere basato su Maria, inoltre, il nome Myra.

## Origine e diffusione

### Etimologia, origine e significato

Il nome "Mary" e, sullo sfondo, la sua forma ebraica.

Maria è la forma latina del greco biblico Μαρία (María), a sua volta mutuato dall'ebraico מִרְיָם (Miryam) - tale nome è passato in greco anche come Μαριαμ (Mariam), dove le due forme erano intercambiabili, giungendo poi in italiano come Miriam.
Sono numerose le ipotesi riguardanti la sua etimologia e il suo significato. La teoria più accreditata propone un'origine egizia, basata su mry o mr (rispettivamente "amata" e "amore"). Tale teoria è supportata anche dal fatto che l'unico personaggio che porta questo nome, nell'Antico Testamento, è la sorella di Mosè Miriam, nata proprio in Egitto. Il termine, conosciuto dagli egizi come Miryam, secondo una teoria sviluppata all'inizio del XX secolo potrebbe richiamare la denominazione di un antico dio del Levante di nome Yam (che nella religione cananea era il dio del mare e del caos), che alcuni vorrebbero accostare, senza sufficienti prove, alla figura di Yahweh, tramite il tetragramma biblico di Dio, ovvero YHWH. Il nome Maria è comunque generalmente associato al nome di Yahweh (e non di Yam inteso come altra divinità), dandogli il significato di "amata da YHWH" (o "che ama YHWH"), ovvero «Amata da Dio».
Altri ancora, danno al nome Myriam, in contesto egizio, il significato di «Meri-Amon»: l'«Amata del dio Amon» (in seguito noto come Amon-Ra, il dio supremo degli egizi).
Inoltre, durante gli scavi di Ugarit (in Siria), in una delle città più antiche del mondo, è stato rinvenuto e decifrato il termine "Mrym", che gli studiosi hanno accostato con abbastanza sicurezza al termine ebraico "Marôm"; in entrambi i casi si riferisce a persone e significa «Altezza»; da qui Miryam e in seguito Maria potrebbe dunque voler dire «L'Eccelsa».
Sono però numerose e propugnate da diversi studiosi altre teorie che vedono Myriam come un nome originatosi direttamente all'interno della lingua ebraica. Wilhelm Gesenius fu il primo a considerarlo un composto di mari e am ("la loro ribellione"); più avanti abbandonò tale teoria, che venne comunque portata avanti da alcuni suoi studenti. È stata proposta anche la derivazione dal solo termine meri, quindi "ribellione".
Degna di nota, sebbene probabilmente errata, è l'interpretazione che darebbe a Maria il significato di "mare amaro", come composto di mar ("amaro") e  yam ("mare"). Tale teoria venne riportata in un'opera di san Girolamo tratta dall'Onomastica di Origene e Filone, che era però in pessime condizioni quando Girolamo la riscrisse; inoltre, dato che in ebraico l'aggettivo segue il sostantivo a cui è riferito, un composto di tali termini avrebbe dovuto essere yam mar, non mar yam. È riportata di frequente una leggera variazione sul tema, "mare di amarezza", nonché derivazioni simili basate su un solo termine, come "amareggiata", "addolorata" o "grande dolore" (da marar o marah) o "amarezza" (da merum, a sua volta sempre da marar, derivazione però grammaticalmente errata); va notato che è da queste radici che deriva il nome Mara.
Altre interpretazioni, sempre basate su termini ebraici, sono "guarita" (etimologia incerta), "grassa" o "ben nutrita" (da mara), "signora" o "principessa" (da mari), "forte" o "che governa" (da marah), "desiderata per figlia" (etimologia incerta), "mirra" (da mor, anche se non è chiaro come tale termine possa essere identificato in Miryam), "mirra del mare" (da mor e yam), "signora del mare" (da mari e yam) e goccia del mare (da mar e yam). Quest'ultima venne riportata anche da san Girolamo e si ritrova anche in una manoscritto di Bamberga di fine del XIX secolo come stilla maris: come testimoniato da diversi studiosi (Varrone, Quintiliano, Aulo Gellio), quando i trascrittori latini scambiarono molte i con e, l'espressione divenne stella maris, "stella del mare", che resta una delle interpretazioni più diffuse del nome ed è tuttora uno dei titoli della Madonna.

### Uso e diffusione
"Maria" è la forma base del nome in diverse lingue europee oltre all'italiano, ma è usata anche come forma alternativa alla principale da molte altre, come l'inglese. La sua straordinaria diffusione è dovuta al fatto di essere stato portato da Maria, madre di Gesù, sebbene si siano verificati casi, in determinati tempi e culture, dove il nome veniva considerato troppo sacro per poter entrare nell'uso comune (in maniera simile a quanto avviene per il nome Gesù in Italia).
In Italia è registrato come il nome femminile più diffuso nel XX secolo e si stima che, comprendendo anche le sue varianti, durante questo periodo denominasse circa il 12% della popolazione. In Inghilterra, dove è usato sin dal XII secolo, è sempre stato tra i più comuni fin dal XVI.
In italiano e spagnolo è frequente l'uso di Maria in abbinata ad altri nomi femminili, soprattutto con quelli che a loro volta richiamano la venerazione per la Madonna (es. Maria Annunziata, Maria Consuelo).

#### Nome maschile
In Italia, Francia, Spagna, Polonia e Germania, Maria viene inoltre usato come secondo nome maschile, sempre per ragioni tradizionali e devozionali (es. Antonio Maria, José María, Manuel María,...); questo uso, in Italia, è una delle poche eccezioni previste dal D.P.R. n. 396 del 2000 riguardo l'attribuzione dei nomi ai neonati, che di norma proibisce l'assegnazione di un nome maschile ad un bambino di sesso femminile, e viceversa.

## Onomastico

L'Immacolata Concezione di Giambattista Tiepolo.

L'onomastico per la Chiesa cattolica si festeggia il 12 settembre, giorno della festa del Santissimo Nome di Maria, oppure l'8 settembre, festa della Natività della Beata Vergine Maria, o ancora il 22 agosto, festa della Beata Vergine Maria Regina. Nella Chiesa ortodossa si festeggia invece il 15 agosto (Dormizione di Maria), anche se per convenzione non si usa fare gli auguri, e l’8 settembre (nascita di Maria).
Ad ogni modo, sono moltissime le immagini o gli appellativi con i quali la Madonna viene venerata, senza considerare poi che le sante che portarono questo nome e le sue varianti, da solo o in abbinata ad altri, è superiore a cento. Tra tutte le ricorrenze si possono ricordare:
- 1º gennaio, solennità di Maria Santissima Madre di Dio
- 4 febbraio, santa Maria De Mattias, fondatrice della congregazione delle Suore Adoratrici del Sangue di Cristo
- 27 febbraio, beata Maria di Gesù Deluil-Martiny, fondatrice delle Figlie del Cuore di Gesù
- 2 aprile, santa Maria Egiziaca, penitente
- 24 aprile, santa Maria di Sant'Eufrasia Pelletier, fondatrice delle Suore di Nostra Signora della Carità del Buon Pastore
- 13 maggio, santa Maria Domenica Mazzarello, fondatrice dell'Istituto Figlie di Maria Ausiliatrice
- 22 giugno, santa Maria di Belgorod, Stolta in Cristo
- 6 luglio, santa Maria Goretti, martire
- 9 luglio, sante Maria della Pace, Maria di San Giusto e Maria di Santa Natalia, suore francescane, martiri in Cina
- 22 luglio, santa Maria Maddalena, discepola di Gesù
- 8 agosto, santa Mary MacKillop, fondatrice delle Suore di San Giuseppe del Sacro Cuore di Gesù, prima santa australiana.
- 15 agosto, solennità dell'Assunzione della Vergine Maria
- 13 settembre, beata Maria di Gesù López de Rivas Martínez, carmelitana scalza
- 20 ottobre, santa Maria Bertilla Boscardin, religiosa
- 8 dicembre, solennità dell'Immacolata Concezione

## Persone
- Maria, madre di Gesù

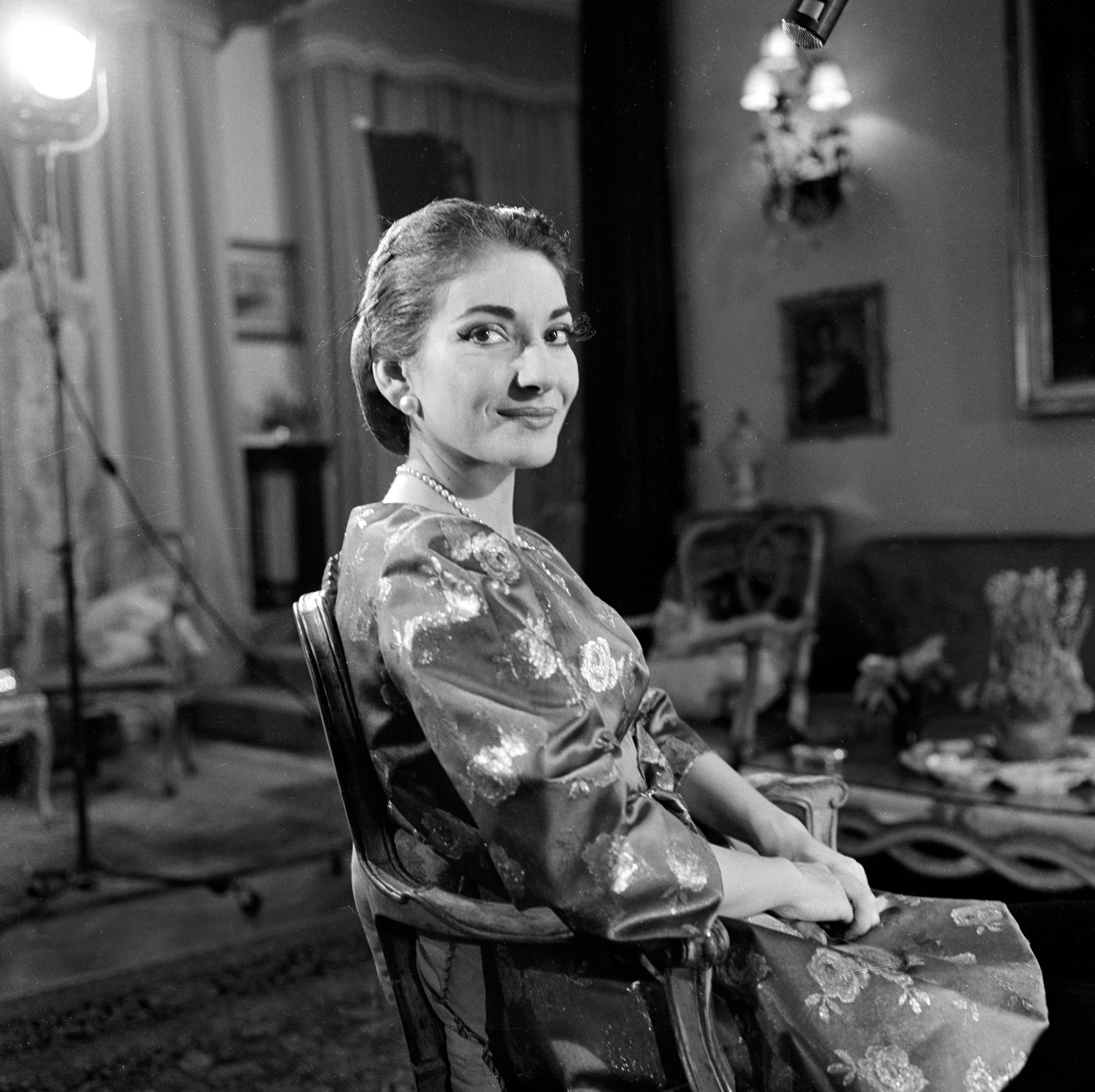
Maria Callas

Maria Montessori

- Maria Maddalena o di Magdala, discepola di Gesù
- Maria o Miriam, sorella di Mosè e Aronne
- Maria I d'Inghilterra, Tudor, detta Maria la Cattolica o Maria la Sanguinaria, regina d'Inghilterra e Irlanda
- Maria II d'Inghilterra, regina d'Inghilterra, Irlanda e Scozia
- Maria I del Portogallo, regina del Portogallo e dell'Algarve
- Maria II del Portogallo, regina del Portogallo e dell'Algarve
- Maria di Francia, poetessa francese
- Maria Callas, soprano statunitense naturalizzata italiana e greca
- Maria De Filippi, conduttrice televisiva, autrice televisiva e personaggio televisivo italiano
- Maria Goretti, santa italiana
- Maria Malibran, soprano e compositrice francese naturalizzata belga
- Maria Montessori, pedagogista, filosofa, medico, scienziata, educatrice e volontaria italiana
- Maria Saccenti, attrice e doppiatrice italiana
- Maria Schell, attrice austriaca naturalizzata svizzera
- Maria Stuarda, regina di Scozia
- Maria Tedeschi, attrice italiana
- Maria Tudor, regina consorte di Francia
- Maria Valtorta, mistica cattolica italiana
- Maria Vetsera, amante di Rodolfo d'Asburgo-Lorena

### Variante María
- María Adánez, attrice spagnola
- María Branyas, supercentenaria spagnola
- María Capovilla, supercentenaria ecuadoriana
- María de Estrada, esploratrice e conquistador spagnola
- María de Salinas, nobildonna spagnola
- María Félix, attrice messicana
- María Grever, compositrice e paroliera messicana
- María Irigoyen, tennista argentina
- María Mercader, attrice spagnola naturalizzata italiana
- María Montez, attrice dominicana
- María Valverde, attrice spagnola
- María Zambrano, filosofa e saggista spagnola

### Variante Marie

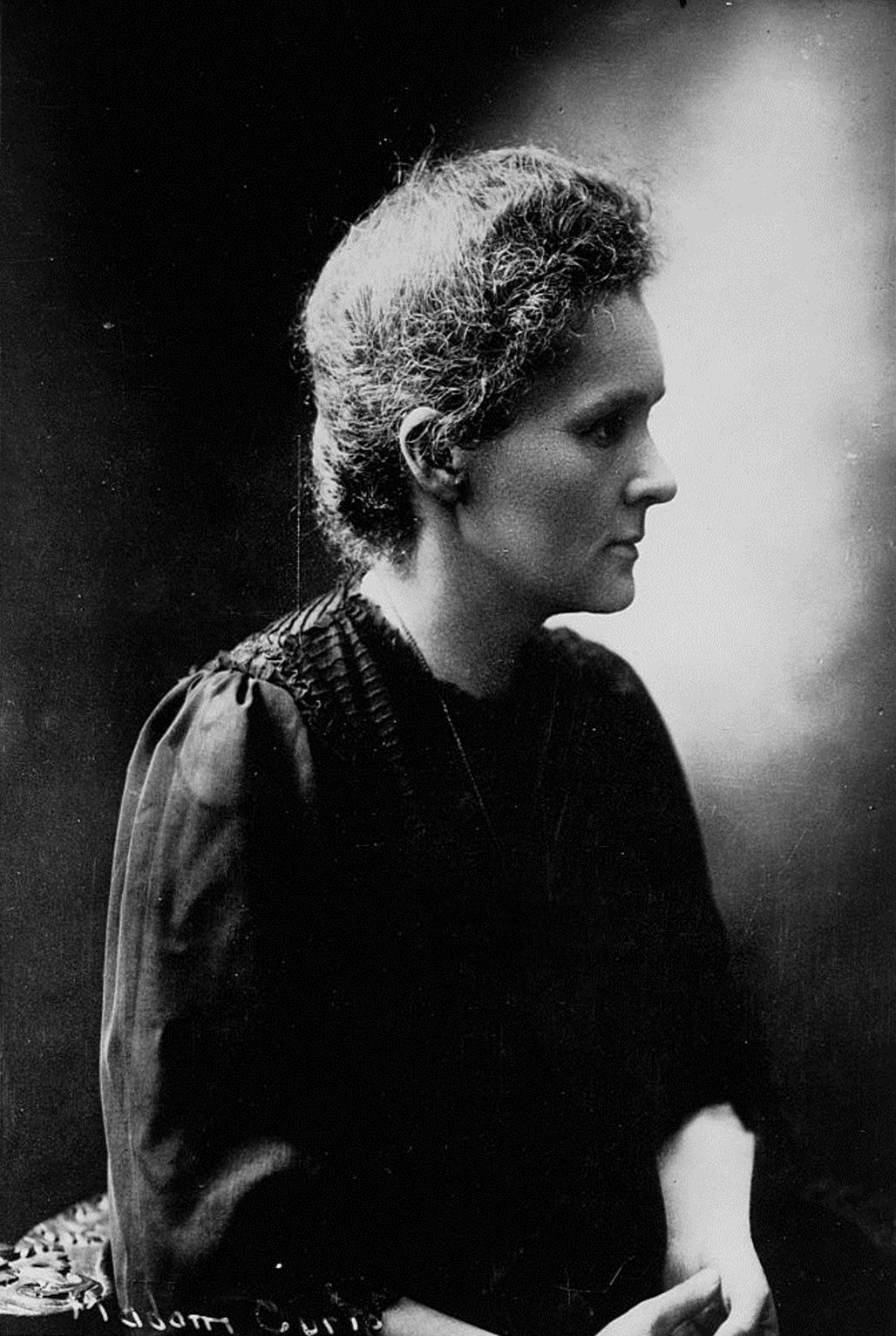
Marie Curie

- Marie Bonaparte, psicoanalista e scrittrice francese
- Marie Brémont, supercentenaria francese
- Marie Camargo, danzatrice francese
- Marie Corelli, scrittrice e poetessa britannica
- Marie Curie, chimica e fisica polacca naturalizzata francese
- Marie d'Agoult, scrittrice francese
- Marie de Gournay, scrittrice e filosofa francese
- Marie Dressler, attrice canadese
- Marie Duplessis, cortigiana francese
- Marie Fredriksson, cantante svedese
- Marie Gillain, attrice belga
- Marie Laveau, religiosa, maga e praticante di vudù statunitense
- Marie Logoreci, cantante e attrice albanese
- Marie-Louise Meilleur, supercentenaria canadese
- Marie Ndiaye, scrittrice francese
- Marie Trintignant, attrice francese
- Marie Tussaud, scultrice francese
- Marie von Schleinitz, mecenate tedesca
- Marie Windsor, attrice statunitense

### Variante Marija

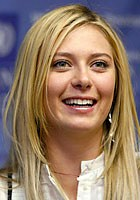
Marija Šarapova

- Marija Gimbutas, archeologa e linguista lituana
- Marija Judina, pianista sovietica
- Marija Kirilenko, tennista russa
- Marija Naumova, cantante lettone
- Marija Aleksandrovna Romanova, duchessa di Sassonia-Coburgo-Gotha
- Marija Nikolaevna Romanova (1819-1876), duchessa di Leuchtenberg
- Marija Nikolaevna Romanova (1899-1918), figlia di Nicola II di Russia
- Marija Šarapova, tennista russa
- Marija Šestić, cantante bosniaca
- Marija Spiridonova, rivoluzionaria russa
- Marija Šerifović, cantante serba
- Marija Temrjukovna, moglie di Ivan IV di Russia
- Marija Uspenskaja, attrice russa

### Variante Mary

Mary Shelley

- Mary Donaldson, regina consorte di Danimarca, moglie di Federico X
- Mary di Teck, regina consorte di Giorgio V del Regno Unito
- Mary Alden, attrice statunitense
- Mary Anning, paleontologa britannica
- Mary J. Blige, cantante statunitense
- Mary Cassatt, pittrice statunitense
- Mary Dyer, quacchera britannica, considerata l'ultima martire religiosa del Nord America
- Mary Pickford, attrice canadese
- Mary Read, pirata britannica
- Mary Shelley, scrittrice, saggista e biografa britannica
- Mary Whitehouse, attivista britannica
- Mary Wollstonecraft, filosofa e scrittrice britannica

### Variante Marietta

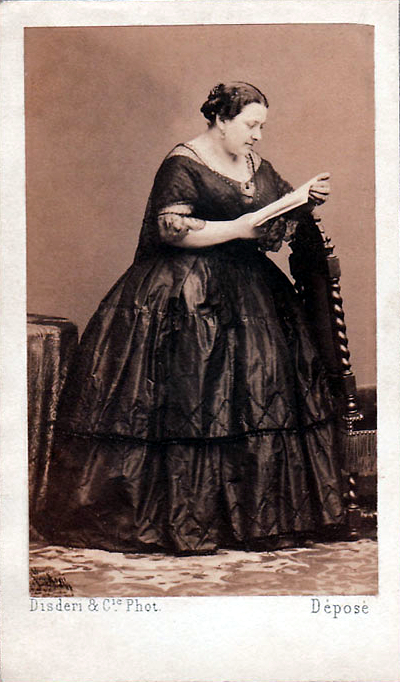
Marietta Alboni

- Marietta Alboni, contralto italiano
- Marietta Brambilla, contralto italiano
- Marietta di Patrasso, amante di Giovanni II di Cipro
- Marietta Gazzaniga, soprano italiano
- Marietta Marcolini, contralto italiano
- Marietta Piccolomini, soprano italiano
- Marietta Robusti, pittrice italiana

### Variante Mariella
- Mariella Adani, soprano italiano
- Mariella Ahrens, attrice tedesca

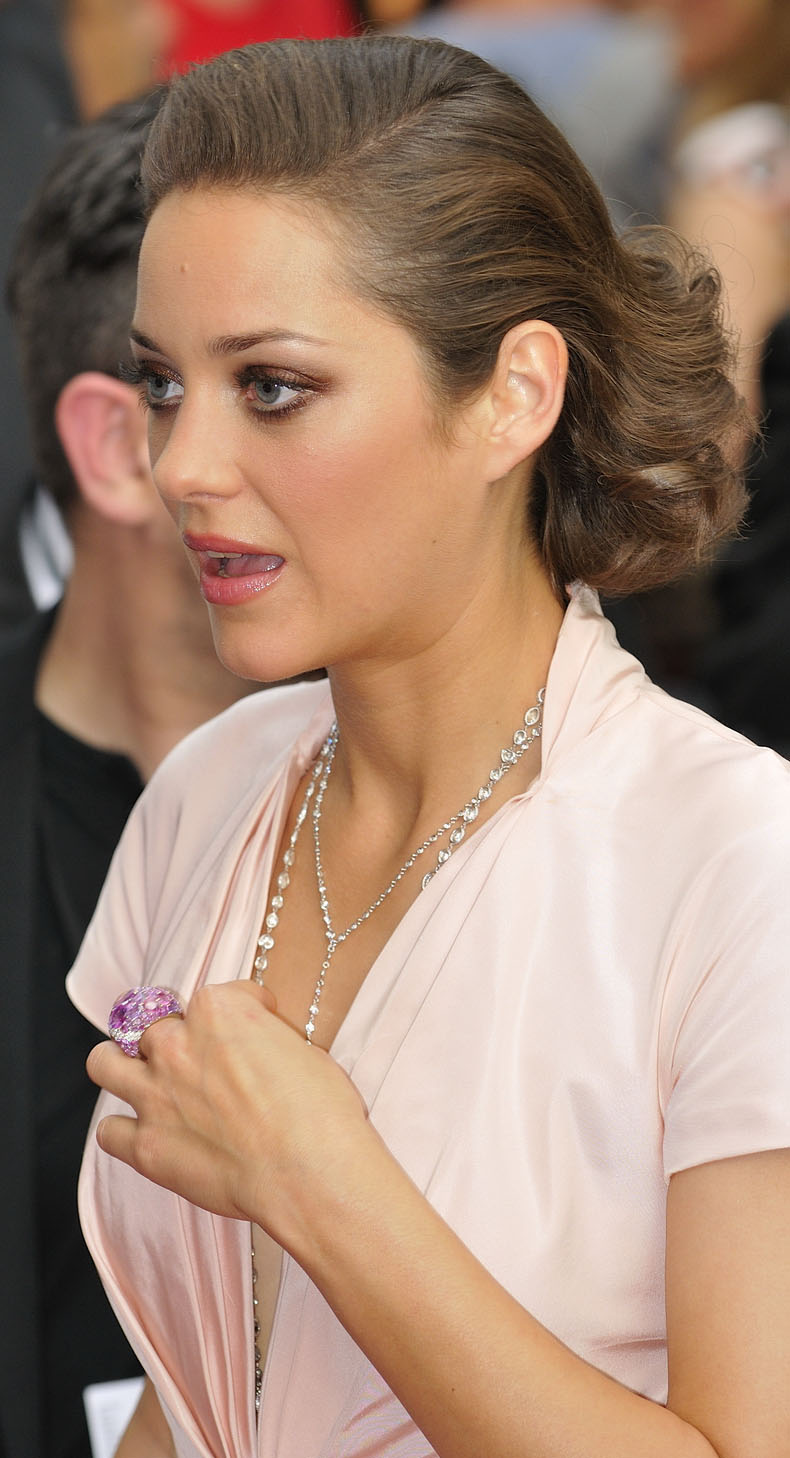
Marion Cotillard

- Mariella Bettarini, poetessa, saggista, scrittrice, e traduttrice italiana
- Mariella Bocciardo, politica italiana
- Mariella Devia, soprano italiano
- Mariella Giampieri, attrice italiana
- Mariella Lo Giudice, attrice italiana
- Mariella Lotti, attrice italiana
- Mariella Nava, cantautrice italiana
- Mariella Valentini, attrice e doppiatrice italiana
- Mariella Voglreiter, sciatrice alpina austriaca

### Variante Marion
- Marion Bartoli, tennista francese
- Marion Cotillard, attrice francese

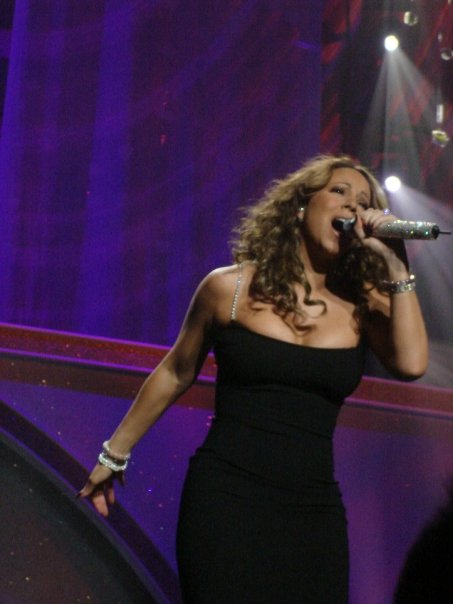
Mariah Carey

- Marion Davies, attrice statunitense
- Marion Dunlop, attivista e politica britannica
- Marion Harris, cantante statunitense
- Marion Jones, cestista e atleta statunitense
- Marion Leonard, attrice statunitense
- Marion Lorne, attrice statunitense
- Marion Post Wolcott, fotografa statunitense
- Marion Raven, cantautrice e musicista norvegese
- Marion Rolland, sciatrice alpina francese
- Marion Ross, attrice statunitense
- Marion Rung, cantante finlandese
- Marion Zimmer Bradley, scrittrice, glottoteta e curatrice editoriale statunitense

### Altre varianti

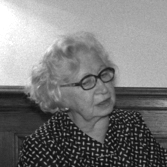
Miep Gies

- Mari Aldon, attrice lituana naturalizzata statunitense
- Manon Balletti, amante di Giacomo Casanova
- Marjo Berasategui, attrice e modella spagnola naturalizzata italiana
- Mari Boine, cantante norvegese
- Mariah Carey, cantante, attrice e produttrice discografica statunitense
- Mareike Carrière, attrice tedesca
- Maree Cheatham, attrice statunitense
- Mitzi Gaynor, attrice, ballerina e cantante statunitense
- Máire Geoghegan-Quinn, politica irlandese
- Miep Gies, olandese, una delle persone che nascosero dai nazisti Anna Frank
- Marielle Franco, politica, sociologa e attivista brasiliana
- Marielle Goitschel, sciatrice alpina francese
- Mariska, cantante e rapper finlandese
- Mariska Hargitay, attrice statunitense
- Mariel Hemingway, attrice statunitense
- Maarja Kangro, scrittrice estone
- Mari Kiviniemi, politica finlandese
- Maarja Kivi, cantante estone
- Marita Koch, atleta tedesca
- Marita Lindahl, modella finlandese
- Marjo Matikainen-Kallström, politica e fondista finlandese
- Mariele Ventre, direttrice di coro italiana
- Mariuccia Medici, attrice italo-svizzera

## Il nome nelle arti
- Maria è il nome scelto da Renzo e Lucia per la loro prima figlia nei Promessi sposi di Alessandro Manzoni.
- Mary Darling é il nome della madre di Wendy nell' opera teatrale e romanzo di James Matthew Barrie Peter e Wendy e delle tante opere da essa tratta .
- Marja Bolkonskaja è un personaggio del romanzo Guerra e pace di Lev Tolstoj.
- Marie è la figlia del protagonista de L'ultimo giorno di un condannato a morte di Victor Hugo
- Maria Ajala è un personaggio del romanzo L'esclusa di Luigi Pirandello.
- Maruzza Toscano "la Longa" è un personaggio del romanzo I Malavoglia di Giovanni Verga.
- Maria Ferres è un personaggio del romanzo Il piacere di Gabriele D'Annunzio.
- Maria Maironi "Ombretta" è un personaggio del romanzo Piccolo mondo antico di Antonio Fogazzaro.
- Mary Malone è un personaggio della serie di romanzi Queste oscure materie, creata da Philip Pullman.
- Mary Debenham è un personaggio del romanzo Assassinio sull'Orient Express di Agatha Christie, nonché del film omonimo che ne è stato tratto nel 1974 per la regia di Sidney Lumet.
- Mary Poppins è il personaggio protagonista della celebre serie di romanzi scritti da Pamela Lyndon Travers nonché dell'omonimo film della Walt Disney tratto dai romanzi.
- Maria Bottazzi è la moglie di Peppone nei romanzi di Giovanni Guareschi dedicati a Don Camillo e nei film che ne sono stati tratti.
- Mariuccia è la protagonista femminile del film del 1932 Gli uomini, che mascalzoni..., diretto da Mario Camerini.
- Mary Dunchetti è un personaggio del film del 1943 L'ultima carrozzella, diretto da Mario Mattoli.
- Maria Cecconi è un personaggio del film del 1951 Bellissima, diretto da Luchino Visconti.
- Maria è un personaggio del film del 1952 Umberto D., diretto da Vittorio De Sica.
- Mariù Palombella è un personaggio del film del 1952 Cinque poveri in automobile, diretto da Mario Mattoli.
- Maria De Ritis "Bersagliera" è un personaggio dei film del "neorealismo rosa" Pane, amore e fantasia (1953) e Pane, amore e gelosia (1954), entrambi per la regia di Luigi Comencini.
- Maria è la protagonista femminile del musical West Side Story nonché del film omonimo che ne è stato tratto nel 1961.
- Maria Bosic è un personaggio del film del 1984 Maria's Lovers, diretto da Andrej Končalovskij.
- Maria è un personaggio del film del 2008 Pranzo di ferragosto, diretto da Gianni Di Gregorio.
- Marie Verneuil è un personaggio del film del 2014 Non sposate le mie figlie!
- Maria Boschi è un personaggio del film del 1993 Mario, Maria e Mario, diretto da Ettore Scola.
- Maria Boschi è un personaggio (omonimo del precedente benché fra i due non ci sia alcuna affinità) della soap opera Un posto al sole.
- Marion Ravenwood è un personaggio della serie cinematografica di Indiana Jones.
- Marion Nelligan (chiamata Marion des Neiges o soltanto Marion) è il principale personaggio femminile della miniserie televisiva Il tesoro del castello senza nome. Nella seconda edizione del doppiaggio in italiano, il suo cognome fu cambiato in Duchamp.
- Mary Richards è la protagonista della serie televisiva Mary Tyler Moore.
- Marion Cunningham è un personaggio della serie televisiva Happy Days.
- Mary Bradford è un personaggio della serie televisiva La famiglia Bradford.
- Marita Covarrubias è un personaggio della serie televisiva X-Files.
- Marietta Edgecombe è un personaggio della serie Harry Potter, creata da J. K. Rowling.
- Manon Lescaut è un personaggio dell'omonima opera di Giacomo Puccini, e di quelle da essa derivate.
- Marion Delorme è un personaggio dell'omonima opera di Amilcare Ponchielli.
- Maria è un personaggio dell'opera di Astor Piazzolla María de Buenos Aires.
- Maria Casagrande è un personaggio della serie animata I Casagrande.
- Maria Lojacono è un personaggio della commedia Questi fantasmi! di Eduardo De Filippo.
- Maria Fleed è un personaggio del manga ed anime Ufo Robot Goldrake.
- Marie Schrader è un personaggio della serie televisiva Breaking Bad
- Maria Hill è un personaggio dell'Universo Marvel.
- Maria Ross è un personaggio del manga ed anime Fullmetal Alchemist.
- Maria è un personaggio della serie di romanzi e film Twilight, creata da Stephenie Meyer.
- Maria Robotnik è un personaggio della serie di videogiochi Sonic the Hedgehog.
- Maria è un personaggio della serie televisiva Intralci.
- Mary è un personaggio introdotto in Pokémon Spada e Scudo
- Marjatta - personaggio secondario del poema epico finnico Kelevala
- Mary Crawley è la prima figlia dei conti di Grantham nella serie televisiva Downton Abbey.
- Mary Lennox è la protagonista del romanzo Il giardino segreto di Frances Hodgson Burnett, nonché del film omonimo del 1993.
- Maria è la protagonista del musical The Sound of Music ,nonché del film Tutti insieme appassionatamente del 1965
- Numerose sono le canzoni ispirate dal nome. Tra queste:
  - Ahi Maria, La festa di Maria, Scusa Mary di Rino Gaetano
  - Ave Maria, Il sogno di Maria e Maria nella bottega del falegname di Fabrizio De André
  - Chiedo scusa se parlo di Maria e Ipotesi per una Maria di Giorgio Gaber
  - Dolcissima Maria della Premiata Forneria Marconi
  - Grazie Marì di Pino Mauro
  - Hey Maria, de Les Négresses Vertes
  - La mia canzone per Maria di Lucio Battisti
  - Mamma Maria dei Ricchi e Poveri
  - Maria, tratta dal musical West Side Story di Leonard Bernstein
  - Maria dei Blondie
  - Maria dei Green Day
  - María di Ricky Martin
  - Maria Maria dei Santana
  - Maria Marì di Vincenzo Russo, canzone classica napoletana

"Beautiful Maria of My Soul" (Bella Maria de mi alma) è il tema principale del film "The Mambo Kings" (1992), composta da Arne Glimcher e Robert Kraft.
- - Ohi Maria degli Articolo 31 (anche se non riferita propriamente a una donna)
  - Mary, album di Mary J. Blige
  - Mary, singolo dei Gemelli DiVersi
  - Mary, singolo dei Supergrass
  - Parlami d'amore Mariù cantata da Vittorio De Sica e in una versione successiva da Mal
  - Proud Mary dei Creedence Clearwater Revival, incisa anche da Ike & Tina Turner e da Elvis Presley
  - Una serata in rima (Diglielo tu Maria) di Piero Marras
  - Mary è la protagonista femminile della canzone Johnny and Mary di Robert Palmer
  - Ne La casa in riva al mare di Lucio Dalla, il protagonista immagina che la sconosciuta che ammira si chiami Maria
  - Una donna di nome Maria è menzionata ne La casa in Via del Campo di Franco Simone, in Mia libertà di Claudio Baglioni, in Made in Italy di Jimmy Fontana, ne L'italiano di Toto Cutugno e in Gino e l'Alfetta di Daniele Silvestri
  - Una donna di nome Mary è menzionata nella nota canzone Let It Be dei Beatles. In quel testo, il riferimento è alla madre defunta di Paul McCartney, autore della canzone

## Curiosità
- "Cercare Maria per Roma" è un modo di dire che indica una ricerca difficile da compiere, come appunto cercare una specifica persona con un nome tanto comune nella lingua italiana in mezzo a milioni di persone.
- Maria Puteolana è una figura semileggendaria della storia di Pozzuoli che, secondo il racconto di Francesco Petrarca, diede la vita per difendere la propria città dagli attacchi dei pirati.
- Da Maria deriva il nome delle marionette, dalla tradizione devozionale medievale di fabbricare statuine della madre di Gesù.